# Henryk Gotlib
Pour les articles homonymes, voir Gotlib.
Henryk Gotlib, né le 10 janvier 1890 à Cracovie (royaume du Congrès, Pologne) et mort le 30 décembre 1966 à Godstone (Surrey, Angleterre), est un artiste peintre, dessinateur, graveur et écrivain britannique d'origine polonaise.

## Biographie
Henryk Gotlib s'installe en Angleterre pendant la Seconde Guerre mondiale et apporte une contribution significative à l'art britannique moderne[réf. nécessaire]. Il est profondément influencé par Rembrandt et les peintres expressionnistes européens. Gotlib est un des principaux membres du mouvement « formiste » avant-gardiste polonais de la Pologne de l'entre-deux-guerres.